# DSV-Pokal 2013/14
Der DSV-Pokal 2013/14 war die 42. Austragung des Wasserballpokalwettbewerbs der Herren. Er begann am 26. Oktober 2013 mit der 1. Runde und endete mit dem Sieg der Wasserfreunde Spandau 04 im Finale über den Gastgeber Waspo 98 Hannover. Der Rekordgewinner aus Spandau sicherte sich damit seinen 29. Titel seit 1979.

## Teilnehmende Mannschaften
Für den DSV-Pokal hatten sich folgende 32 Mannschaften qualifiziert:
| Deutsche Wasserball-Liga 16 Vereine der Saison 2012/13 | 2. Wasserball-Liga Landesgruppen der Saison 2012/13 | ab Oberliga aus der Saison 2012/13                                         |
| Plätze 1 – 8 - ASC Duisburg (TV) - Wasserfreunde Spandau 04 - Waspo 98 Hannover - SV Cannstatt - SV Bayer Uerdingen 08 - SG Neukölln Berlin - SSV Esslingen - White Sharks Hannover Plätze 9 – 15 und 17 - SV Weiden - SC Wedding Berlin - OSC Potsdam - SC Neustadt - SV Krefeld 72 - Duisburger SV 98 - SGW Köln - Wasserball-Union Magdeburg | Nord - SpVg Laatzen - Hellas 1899 Hildesheim - Poseidon Hamburg Ost - SVV Plauen - SGW Dresden - SGW Brandenburg West - Düsseldorfer SC 1898 - SGW Solingen/Wuppertal - SV Blau-Weiß Bochum Süd - SC Wasserfreunde Fulda - SGW Leimen/Mannheim - SV Ludwigsburg 08 - WSV Vorwärts Ludwigshafen - 1. BSC Pforzheim | Ostwestfalen-Lippe Liga - SC Aquarius Löhne Verbandsliga NRW - Aachener SV |

## Modus
Der Sieger im DSV-Pokal, wurde nach dem K.-o.-System ermittelt. Die Paarungen wurden vor jeder Runde ausgelost, wobei unterklassige Vereine Heimrecht hatten. Endete ein Spiel nach regulärer Spielzeit unentschieden, kam es zu einer Verlängerung. War das Spiel auch nach der Verlängerung nicht entschieden, wurde der Sieger durch Fünfmeterwerfen ermittelt.

## 1. Runde
Die erste Runde im DSV-Pokal wurde am 7. September 2013 am Rande eines internationalen Turniers im westfälischen Borghorst ausgelost. In dieser starteten die qualifizierten Mannschaften aus den Landesgruppen der 2. Wasserball-Liga sowie alle weiteren unterklassigen Vereinen aus der Saison 2012/13.
| Datum               |                        | Ergebnis |                           |
| ------------------- | ---------------------- | -------- | ------------------------- |
| Sa 26.10. 16:00 Uhr | SGW Brandenburg        | 14:50    | SV Ludwigsburg 08         |
| Sa 26.10. 16:30 Uhr | Hellas 1899 Hildesheim | 10:12    | SVV Plauen                |
| Sa 26.10. 17:00 Uhr | SV Blau-Weiß Bochum    | 6:9      | SC Wasserfreunde Fulda    |
| Sa 26.10. 18:15 Uhr | SC Aquarius Löhne      | 10:20    | SGW Dresden               |
| Sa 26.10. 18:30 Uhr | Poseidon Hamburg       | 11:50    | WSV Vorwärts Ludwigshafen |
| Sa 26.10. 19:00 Uhr | Aachener SV            | 07:23    | SpVg Laatzen              |
| Sa 26.10. 19:00 Uhr | 1. BSC Pforzheim       | 07:13    | Düsseldorfer SC 1898      |
| Sa 26.10. 20:00 Uhr | SGW Leimen/Mannheim    | 12:13    | SGW Solingen/Wuppertal    |

1. ↑  Sieg nach Fünfmeterwerfen

## 2. Runde
In der zweiten Runde gesellten sich zu den acht Siegern der ersten Runde, jene Mannschaften aus der Deutschen Wasserball-Liga die in der Saison 2012/13 die Plätze 9 bis 15 bzw. 17 belegten.
| Datum               |                            | Ergebnis |                        |
| ------------------- | -------------------------- | -------- | ---------------------- |
| Sa 16.11. 16:00 Uhr | SGW Solingen/Wuppertal     | 6:9      | SV Weiden              |
| Sa 16.11. 16:30 Uhr | Poseidon Hamburg           | 12:13    | SVV Plauen             |
| Sa 16.11. 17:30 Uhr | Düsseldorfer SC 1898       | 09:23    | Duisburger SV 98       |
| Sa 16.11. 18:00 Uhr | Wasserball-Union Magdeburg | 14:18    | SC Neustadt            |
| Sa 16.11. 18:10 Uhr | OSC Potsdam                | 23:80    | SC Wasserfreunde Fulda |
| Sa 16.11. 19:00 Uhr | SpVg Laatzen               | 14:13    | SV Krefeld 72          |
| Sa 16.11. 19:00 Uhr | SGW Köln                   | 11:80    | SGW Brandenburg        |
| Sa 16.11. 20:00 Uhr | SGW Dresden                | 03:16    | SC Wedding Berlin      |

1. ↑  Sieg nach Fünfmeterwerfen

## Achtelfinale
Ab dem Achtelfinale stiegen die acht besten Mannschaften der Deutschen Wasserball-Liga aus der Saison 2012/13 in den Wettbewerb ein.
| Datum               |                       | Ergebnis |                          |
| ------------------- | --------------------- | -------- | ------------------------ |
| Sa 18.01. 15:30 Uhr | SVV Plauen            | 04:15    | ASC Duisburg             |
| Sa 18.01. 16:00 Uhr | Duisburger SV 98      | 10:50    | SV Weiden                |
| Sa 18.01. 16:30 Uhr | White Sharks Hannover | 17:15    | SSV Esslingen            |
| Sa 18.01. 16:30 Uhr | SV Bayer Uerdingen 08 | 14:10    | SG Neukölln Berlin       |
| Sa 18.01. 18:00 Uhr | SpVg Laatzen          | 18:70    | SGW Köln                 |
| Sa 18.01. 18:00 Uhr | OSC Potsdam           | 11:14    | Waspo 98 Hannover        |
| Sa 18.01. 18:00 Uhr | SC Neustadt           | 10:12    | SV Cannstatt             |
| Sa 18.01. 18:00 Uhr | SC Wedding Berlin     | 03:17    | Wasserfreunde Spandau 04 |

1. ↑  Sieg nach Fünfmeterwerfen

## Viertelfinale
| Datum               |                       | Ergebnis |                          |
| ------------------- | --------------------- | -------- | ------------------------ |
| Sa 01.02. 13:00 Uhr | White Sharks Hannover | 02:13    | Wasserfreunde Spandau 04 |
| So 09.02. 18:00 Uhr | Duisburger SV 98      | 06:10    | SV Bayer Uerdingen 08    |
| Sa 22.02. 18:00 Uhr | Waspo 98 Hannover     | 16:70    | SV Cannstatt             |
| Sa 22.02. 18:00 Uhr | SpVg Laatzen          | 05:30    | ASC Duisburg             |

## Finalrunde inHannover

### Halbfinale
| Datum               |                   | Ergebnis |                          |
| ------------------- | ----------------- | -------- | ------------------------ |
| Fr 09.05. 19:00 Uhr | ASC Duisburg      | 3:8      | Wasserfreunde Spandau 04 |
| Fr 09.05. 20:45 Uhr | Waspo 98 Hannover | 14:60    | SV Bayer Uerdingen 08    |

### Spiel um Platz 3
| Datum               |              | Ergebnis |                       |
| ------------------- | ------------ | -------- | --------------------- |
| Sa 10.05. 17:45 Uhr | ASC Duisburg | 16:40    | SV Bayer Uerdingen 08 |

### Finale
| Waspo 98 Hannover | Waspo 98 Hannover | Wasserfreunde Spandau 04 | Wasserfreunde Spandau 04 |
| | Finale Samstag, 10. Mai 2014 um 19:30 Uhr in Hannover (Stadionbad) Ergebnis: 9:10 (2:2,1:2,3:4,3:2) Zuschauer: 500 Schiedsrichter: Ralf Talaga, Aurel Tiz Spielerstatistik                                                                                                  |                          |                          |
| Roger Kong – Daniele Polverino, Erik Bukowski, Lukas Taplick, Tobias Preuß, David Kleine, Ilja Immermann, Ingo Pickert , Felix Haarstick, Bence Toth, Marko Bolović, Bojan Paunovic, Alexander Herrmann Trainer: Karsten Seehafer | László Baksa – Timo van der Bosch, Fabian Schroedter, Mateo Ćuk, Hannes Schulz, Marc Politze , Thomas Kick, Erik Miers, Andreas Schlotterbeck, Moritz Oeler, Maurice Jüngling, Marko Stamm, Marin Restović Trainer: Peter Röhle                                             |                          |                          |
| 1:0 Erik Bukowski (0:39) 2:2 Bence Toth (7:08) 3:3 David Kleine (10:06) 4:5 Tobias Preuß (20:05) 5:6 Bence Toth (20:58) 6:7 Ingo Pickert (22:02) 7:9 Erik Bukowski (26:51) 8:10 Erik Bukowski (29:29) 9:10 Erik Bukowski (30:46)  | 1:1 Fabian Schroedter (3:04) 1:2 Mateo Ćuk (6:34) 2:3 Moritz Oeler (8:39) 3:4 Marc Politze (10:39) 3:5 Fabian Schroedter (19:26) 4:6 Erik Miers (20:40) 5:7 Timo van der Bosch (21:30) 6:8 Marko Stamm (22:40) 6:9 Maurice Jüngling (26:26) 7:10 Timo van der Bosch (29:13) |                          |                          |
| | Mateo Ćuk (30:46) |                          |                          |